# Welcome to Hard Times (película)
Welcome to Hard Times (El pueblo maldito en Hispanoamérica y Una bala para el Diablo en España) es un western procedente de Estados Unidos del año 1967, dirigido por el cineasta Burt Kennedy. Está protagonizado por el gran actor Henry Fonda.

## Argumento
Una pequeña localidad del oeste es continuamente asaltada por una banda de forajidos que cometen todo tipo de tropelías y asesinatos, llegando incluso a asesinar al fundador del pueblo. Es en ese momento cuando el Mayor Will Blue (Henry Fonda) interviene a favor de los habitantes del pueblo.